# Список глав государств в 221 году до н. э.
| 222 до н. э. ← Список глав государств по годам → 220 до н. э. |

## Азия
- Анурадхапура — Сена и Гуттика, цари (237 до н. э. — 215 до н. э.)
- Аулак — Ан Зыонг-выонг, князь (257 до н. э. — 207 до н. э.)
- Вифиния — Прусий I, царь (228 до н. э. — 182 до н. э.)
- Греко-Бактрийское царство  — Евтидем I, царь (ок. 230 до н. э. — 200 до н. э.)
- Иберия — Саурмаг I, царь (234 до н. э. — 159 до н. э.)
- Каппадокия — Ариарат III, царь (230 до н. э. — 220 до н. э.)
- Китай (Империя Цинь) — Цинь Шихуанди (Ин Чжэн), император (221 до н. э. — 210 до н. э.)
  - Ци:
    - Цзянь, ван (264 до н. э. — 221 до н. э.)
    - в 221 году до н.э. завоевано царством Цинь

  - Цинь — Цинь Шихуанди (Ин Чжэн), ван (246 до н. э. — 221 до н. э.)
- Корея:
  - Пуё — Хэмосу, тхандже (239 до н. э. — 195 до н. э.)
- Маурьев империя — Сампрати, император (224 до н. э. — 215 до н. э.)
- Парфия — Аршак I, царь (ок. 247 до н. э. — ок. 217 до н. э.)
- Пергамское царство — Аттал I Сотер, царь (238 до н. э. — 197 до н. э.)
- Понтийское царство — Митридат II, царь (ок. 250 до н. э. — ок. 220 до н. э.)
- Селевкидов государство — Антиох III Великий, царь (223 до н. э. — 187 до н. э.)
- Софенское царство — Ксеркс, царь (228 до н. э. — 212 до н. э.)
- Япония — Корэй, тэнно (император) (290 до н. э. — 215 до н. э.)

## Африка
- Египет — Птолемей IV Филопатор, царь (222 до н. э./221 до н. э. — 204 до н. э.)
- Мероитское царство (Куш) — Аркамани II, царь (ок. 248 до н. э. — ок. 220 до н. э.)
- Нумидия —  Гала, царь Восточной Нумидии  (ок. 250 до н. э. — 207 до н. э.)

## Европа
- Афины  — 
  - Архелай, архонт (222 до н. э. — 221 до н. э.)
  - Фрасифон, архонт (221 до н. э. — 220 до н. э.)
- Ахейский союз — Тимоксен, стратег (226 до н. э. — 225 до н. э., 224 до н. э. — 223 до н. э., 221 до н. э. — 220 до н. э.)
- Боспорское царство — Левкон II, царь (ок. 240 до н. э. — ок. 220 до н. э.)
- Дарданское королевство[англ.] — Лонгар, царь[англ.] (ок. 231 до н. э. — ок. 206 до н. э.)
- Ирландия — Рудрайге мак Ситриги[англ.], верховный король (289 до н. э. — 219 до н. э.) [1]
- Македонское царство — 
  - Антигон III Досон, царь (229 до н. э. — 221 до н. э.)
  - Филипп V, царь (221 до н. э. — 179 до н. э.)
- Одрисское царство (Фракия) — Рескупорид I, царь (240 до н. э. — 215 до н. э.)
- Римская республика:
  - Публий Корнелий Сципион Азина, консул (221 год до н. э.)
  - Марк Минуций Руф, консул (221 год до н. э.)
- Сиракузы:
  - Гиерон II, царь (270 до н. э./269 до н. э. — 215 до н. э.)
  - Гелон II, царь (240 до н. э. — 215 до н. э.)
- Спарта — Клеомен III, царь (235 до н. э. — 221 до н. э.)

## Галерея

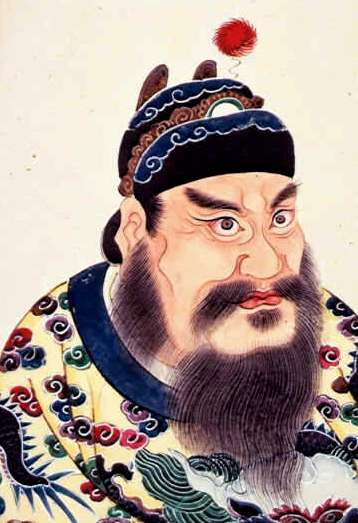
Цинь Шихуанди 221 до н.э.—210 до н.э. Император Цинь
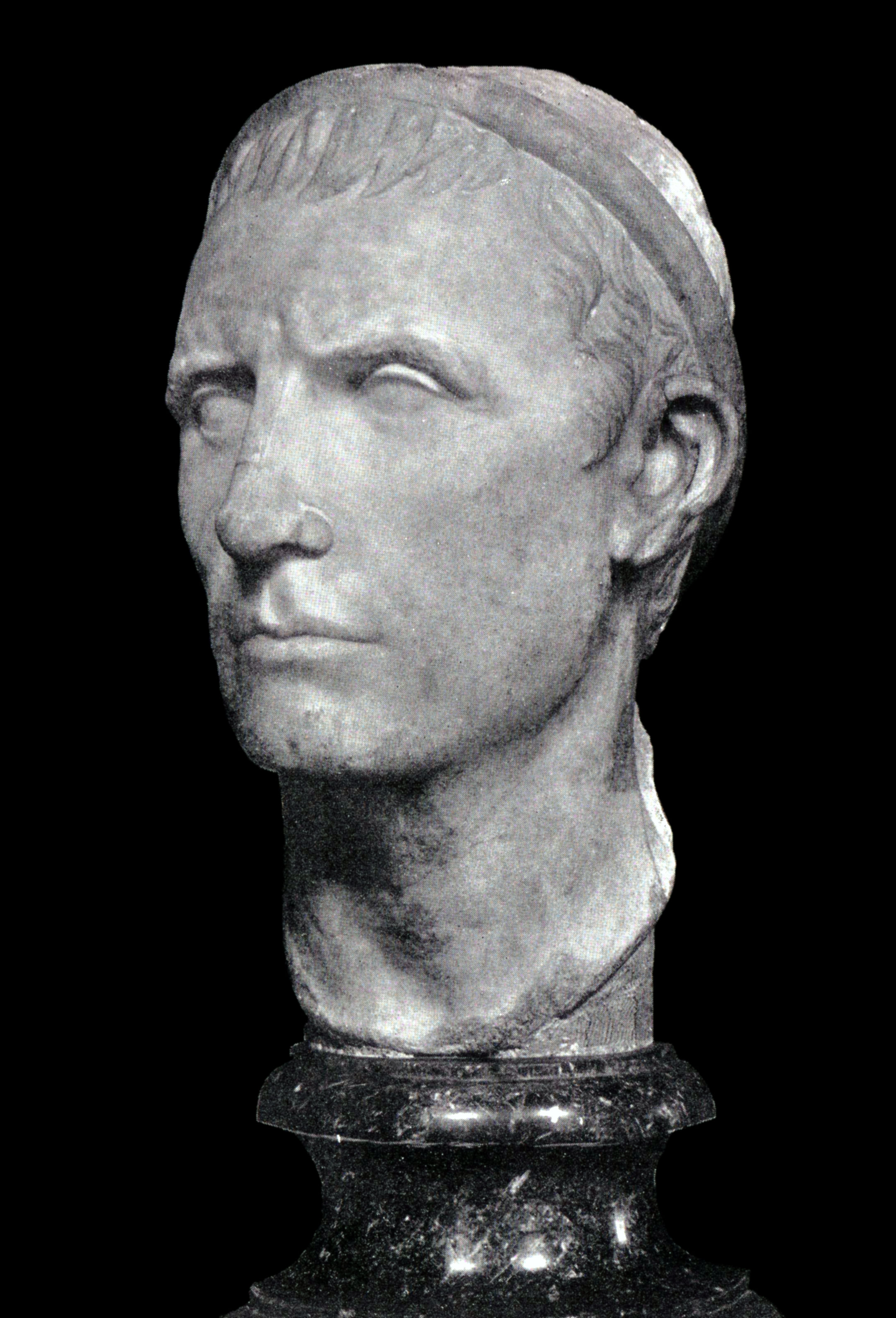
Антиох III Великий 223 до н.э.—187 до н.э. Царь Сирии
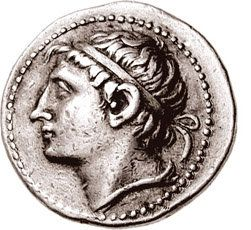
Клеомен III 235 до н.э.—221 до н.э. Царь Спарты
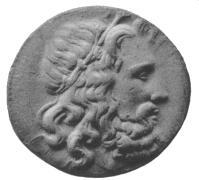
Антигон III Досон 229 до н.э.—221 до н.э. Царь Македонии
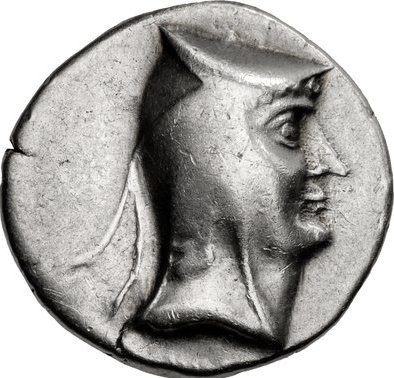
Аршак I 247 до н.э.—217 до н.э. Царь Парфии
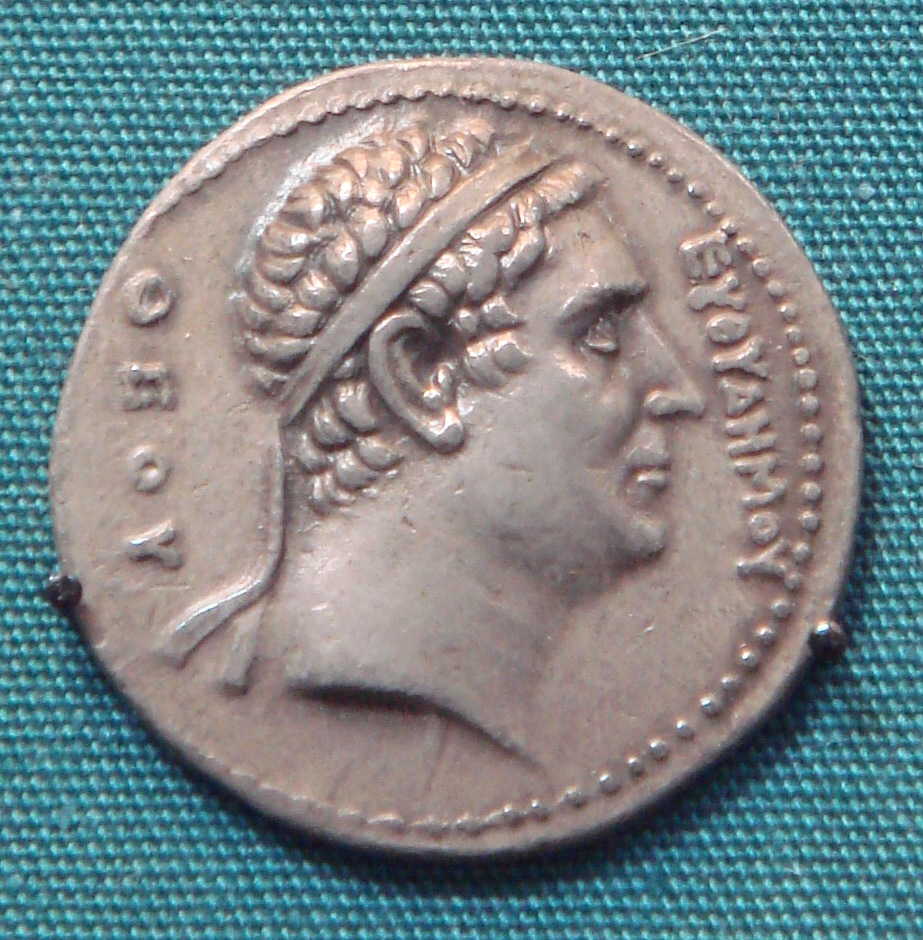
Евтидем I 230 до н.э.—200 до н.э. Греко-бактрийский царь
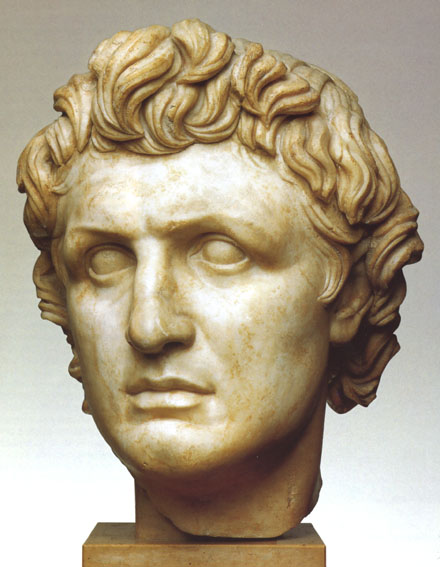
Аттал I Сотер 238 до н.э.—197 до н.э. Царь Пергама
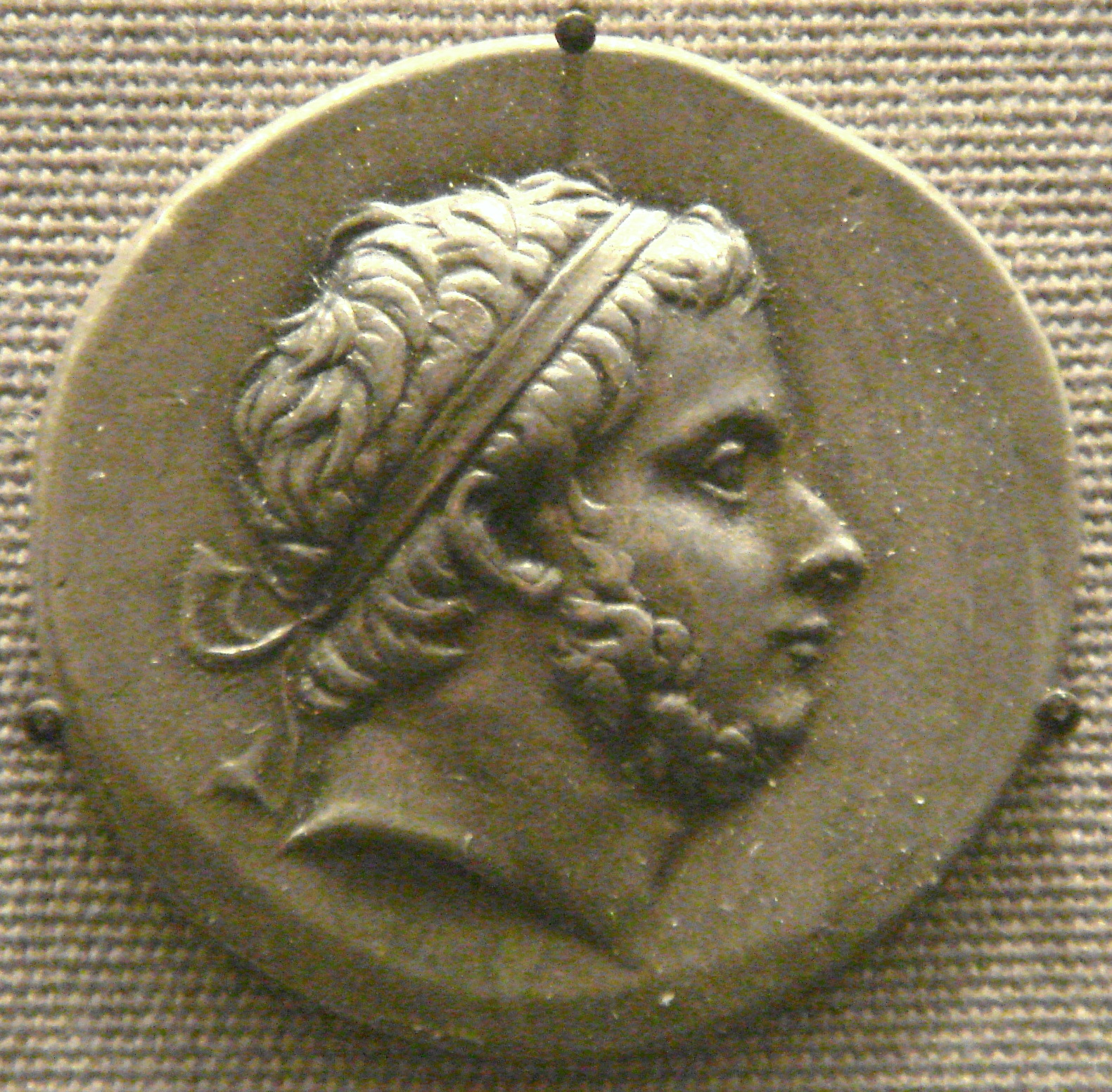
Прусий I 228 до н.э.—182 до н.э. Царь Вифинии
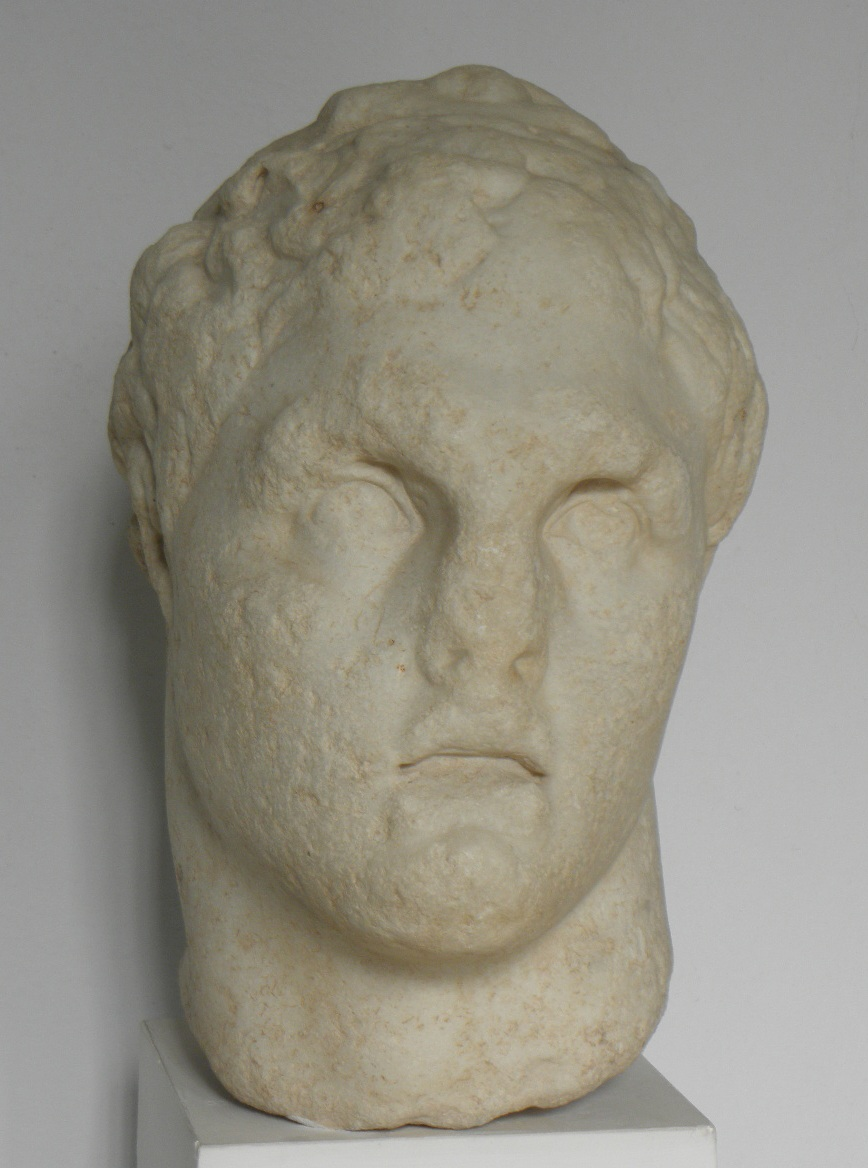
Птолемей IV Филопатор 222/221 до н.э.—204 до н.э. Царь Египта
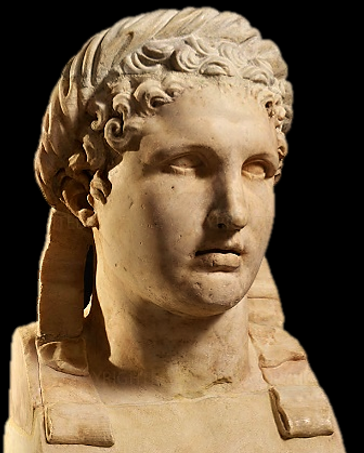
Гиерон II 270/269 до н.э.—215 до н.э. Царь Сиракуз
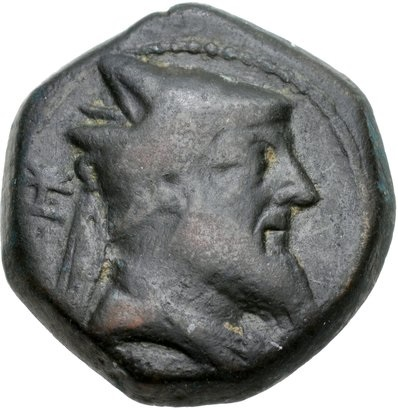
Ксеркс 228 до н.э.—212 до н.э. Царь Софены
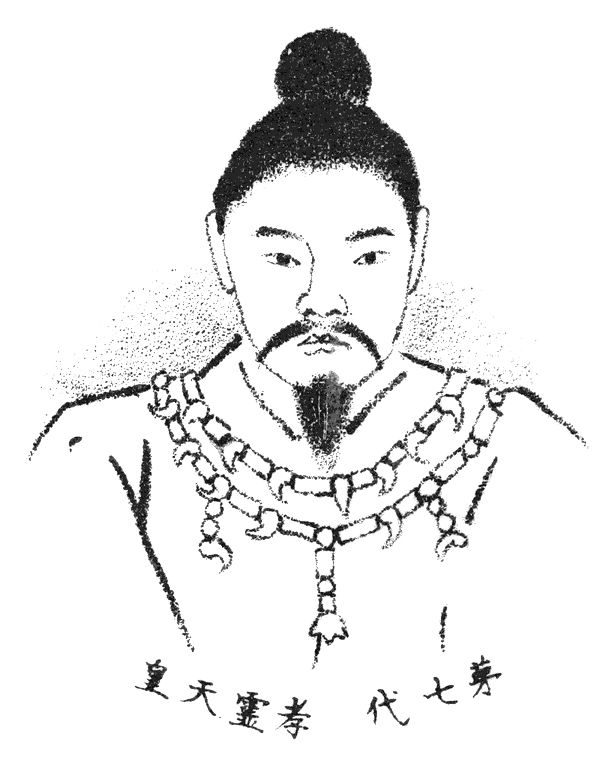
Корэй 290 до н.э.—215 до н.э. Император Японии